# مزرعة خانلار
مزرعة خانلار (بالفارسية: مزرعه خانلار) هي human-geographic territorial entity تقع في أردبيل في إيران. يقدر عدد سكانها بـ 67 نسمة .